# Дуленко, Валентина Сергеевна
Валенти́на Серге́евна Дуле́нко (17 февраля 1905, Харьков — 10 июня 1988, Москва) — артистка балета и драмы, солистка Харьковского государственного академического театра оперы и балета им. Н. В. Лысенко (1926—1935), педагог, руководитель театральных коллективов художественной самодеятельности. Заслуженный работник культуры РСФСР (1974).

## Биография
Родилась в Харькове. Училась в Харьковской балетной студии Н. А. Тальори-Дудинской (1917—1919), в Ленинградском хореографическом училище (1924—1926). Солистка Харьковского государственного академического театра оперы и балета им. Н. В. Лысенко (1926—1935). Драматическая актриса в МХАТе 2-м, Малом Театре, ЦТКА, Московском театре сатиры (с 1935).
Одновременно вела шефскую работу в коллективах художественной самодеятельности Военной академии им. М. В. Фрунзе, Дома офицеров в Лефортово, Московского дома пионеров. В период Великой Отечественной войны неоднократно выезжала с концертами в воинские части. После войны — балетмейстер-репетитор Музыкального театра им. К. С. Станиславского и В. И. Немировича-Данченко (1946—1948); руководитель театрального коллектива художественной самодеятельности ГБЛ, а затем и других самодеятельных коллективов (1949—1967). Одновременно председатель Бюро постоянно действующего семинара режиссёров театральной самодеятельности г. Москвы и Московской обл. при Всероссийском театральном обществе (с 1958); председатель художественного совета театрального отдела Московского городского дома художественной самодеятельности (с 1963). Член художественного совета МГСПС, Центральной комиссии по самодеятельному театру ВТО, Бюро режиссёрской секции МГДХС.

## Семья
Муж — актёр Азарий Михайлович Азарин (Мессерер, 1897—1937), художественный руководитель театра имени Ермоловой.